# Lijst van voetbalinterlands India - Macau
Deze lijst van voetbalinterlands is een overzicht van alle officiële voetbalwedstrijden tussen de nationale teams van India en Macau. De landen speelden tot op heden twee keer tegen elkaar. Het eerste duel, een kwalificatiewedstrijd voor de Aziatisch kampioenschap voetbal 2019, werd gespeeld in Macau op 5 september 2017. De laatste ontmoeting, de returnwedstrijd in dezelfde kwalificatiereeks, vond plaats op 11 oktober 2017 in Bangalore.

## Wedstrijden
| № | Plaats    | Datum            | Competitie                 | Wedstrijd     | Uitslag |
| - | --------- | ---------------- | -------------------------- | ------------- | ------- |
| 1 | Macau     | 5 september 2017 | Azië Cup 2019 kwalificatie | Macau – India | 0 – 2   |
| 2 | Bangalore | 11 oktober 2017  | Azië Cup 2019 kwalificatie | India – Macau | 4 – 1   |

## Samenvatting
| Competitie            | Totaal gespeeld | Winst India | Gelijk | Winst Macau | Doelsaldo India – Macau |
| --------------------- | --------------- | ----------- | ------ | ----------- | ----------------------- |
| Azië Cup-kwalificatie | 2               | 2           | 0      | 0           | 6 − 1                   |
| Totaal                | 2               | 2           | 0      | 0           | 6 − 1                   |

AIFF · A-Internationals · Bondscoaches · Statistieken · Olympisch elftal · Indiaas vrouwenelftal · India U21 · India U20 · India U19 · India U18 · India U17
1930 – 1949 · 
1950 – 1959 · 
1960 – 1969 · 
1970 – 1979 · 
1980 – 1989 · 
1990 – 1999 · 
2000 – 2009 · 
2010 – 2019 ·
2020 − 2029
Afghanistan ·
Argentinië ·
Australië ·
Azerbeidzjan · 
Bahrein ·
Bangladesh ·
Bhutan ·
Brunei ·
Cambodja ·
China ·
Curaçao ·
Fiji ·
Filipijnen ·
Finland ·
Ghana ·
Guam ·
Guyana ·
Hongarije ·
Hongkong ·
IJsland ·
Indonesië ·
Irak ·
Iran ·
Israël ·
Jamaica ·
Japan ·
Jemen ·
Jordanië ·
Kameroen ·
Kenia ·
Kirgizië ·
Koeweit ·
Laos ·
Libanon ·
Macau ·
Malediven ·
Maleisië ·
Marokko ·
Mauritius ·
Mongolië ·
Myanmar ·
Namibië ·
Nepal ·
Nieuw-Zeeland ·
Noord-Korea ·
Oezbekistan ·
Oman ·
Pakistan ·
Palestina ·
Peru ·
Polen ·
Puerto Rico ·
Qatar ·
Saint Kitts en Nevis ·
Saoedi-Arabië ·
Singapore ·
Sovjet-Unie ·
Sri Lanka ·
Suriname ·
Syrië ·
Tadzjikistan ·
Taiwan ·
Thailand ·
Trinidad en Tobago ·
Turkmenistan ·
Uruguay ·
Vanuatu ·
Verenigde Arabische Emiraten ·
Vietnam ·
Wit-Rusland ·
Zambia ·
Zuid-Korea ·
Zuid-Vietnam
AFM · 
A-internationals · 
Macaus vrouwenelftal
1980 – 1989 · 
1990 – 1999 · 
2000 – 2009 · 
2010 – 2019 ·
2020 − 2029
Bangladesh ·
Bhutan ·
Brunei ·
Cambodja ·
China ·
Filipijnen ·
Guam ·
Hongkong ·
India ·
Irak ·
Japan ·
Kazachstan ·
Kirgizië ·
Koeweit ·
Laos ·
Maleisië ·
Mauritius ·
Mongolië ·
Myanmar ·
Nepal ·
Noord-Korea ·
Oman ·
Pakistan ·
Salomonseilanden ·
Saoedi-Arabië ·
Singapore ·
Sri Lanka ·
Tadzjikistan ·
Taiwan ·
Thailand ·
Vietnam ·
Zuid-Korea